# 新宿バティオス
新宿バティオス（しんじゅくバティオス）は、東京都新宿区歌舞伎町にある劇場である。

## 概要
新宿・歌舞伎町に2013年6月オープン。新宿バッシュ!!などと同じくバイタスグループが運営する。キャパシティは約100席である。お笑いライブがよく行われており、特にマセキ芸能社、プロダクション人力舎、吉本興業などの事務所主催の若手ライブが行われる。
劇場としての正式名称は地域名のつかない「バティオス」であるが、同名施設との混同を防ぐためもあり、「新宿バティオス」と告知、報道されることが多い。
小説家で元お笑い芸人の藤崎翔が命名権を獲得し、2020年10月から1年間「新宿バティオスwith年収並みの命名権を買っちゃったから小説が売れないと困る藤崎翔」（新宿バティオスwith藤崎翔）という名称であった。

## アクセス

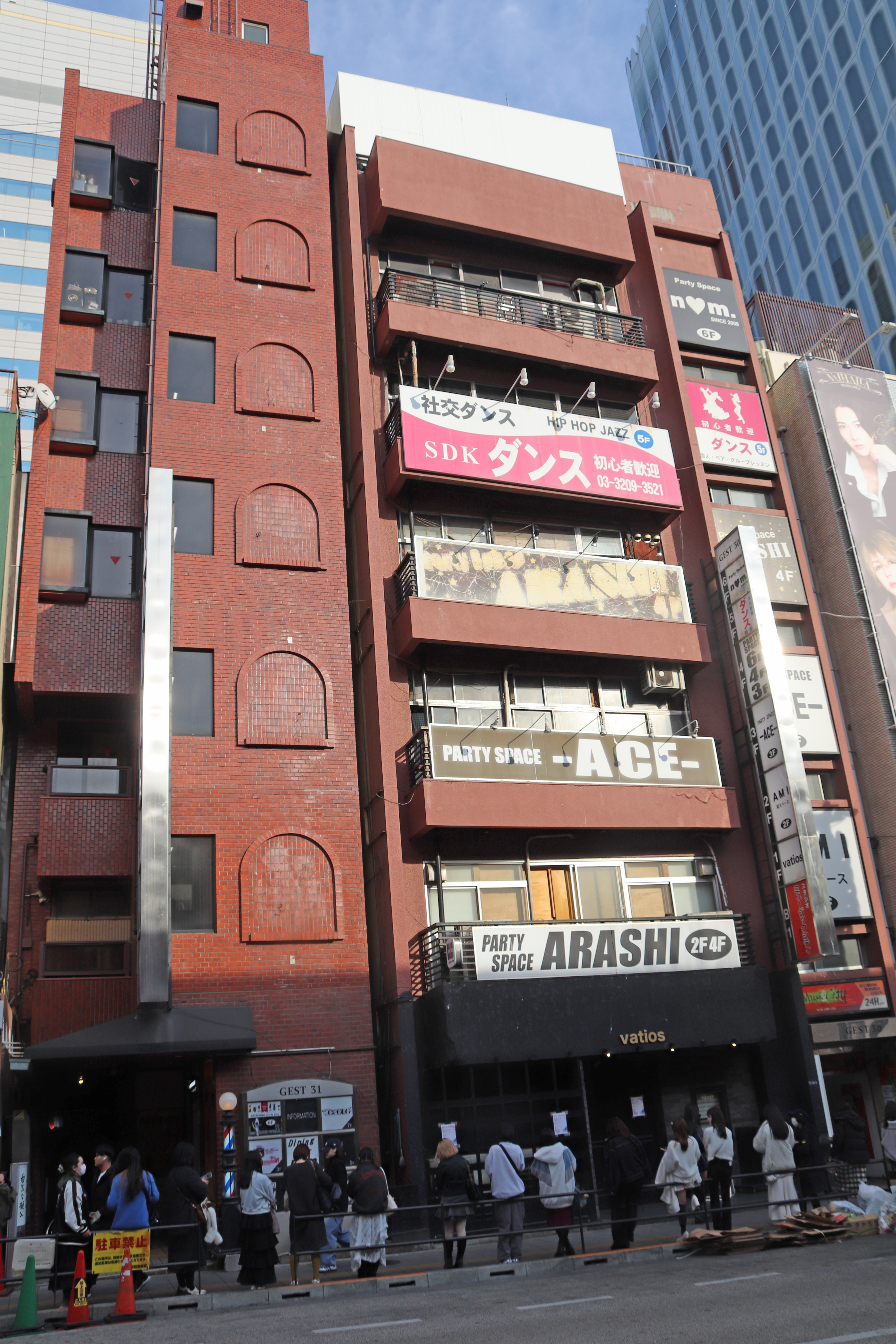
入居するGEST30ビル

- 西武新宿線・西武新宿駅から徒歩1分。都営大江戸線・新宿西口駅から徒歩6分。
- 新宿区歌舞伎町2-45-4